# Taupo
Taupo är en tätort belägen vid Tauposjön på Nordön av Nya Zeeland. Den är säte för Taupodistriktets styrelse i södra Waikato-regionen. Taupo hade år 2001 ett invånarantal på 20 130 personer. 
Staden ligger vid Tauposjöns utlopp och vid Waikatofloden. I Taupo råder det mycket vulkanisk och geotermisk aktivitet med flera heta källor. 
Orten fungerar som ett turistcentrum, speciellt på sommaren då den ger panoramavyer över sjön och bergen i söder. Runt staden finns flera planterade skogar samt skogsindustri. Ett geotermiskt kraftverk finns i närheten av staden.
Namnet Taupo kommer från Māorin Taupō-nui-a-Tia.